# (36550) 2000 QM101
2000 QM101 (asteroide 36550) é um asteroide da cintura principal. Possui uma excentricidade de 0.16207960 e uma inclinação de 5.61639º.
Este asteroide foi descoberto no dia 28 de agosto de 2000 por LINEAR em Socorro.